# بندر الشهراني
بندر الشهراني لاعب كرة قدم سعودي ، يلعب كحارس مرمى حاليا مع نادي العين.

## مسيرة اللاعب
لعب في نادي ضمك ونادي العين.